# Rimella
Rimella é uma comuna italiana da região do Piemonte, província de Vercelli, com cerca de 142 habitantes. Estende-se por uma área de 28 km², tendo uma densidade populacional de 5 hab/km². Faz fronteira com Bannio Anzino (VB), Calasca-Castiglione (VB), Cravagliana, Fobello, Valstrona (VB).

## Demografia
| Variação demográfica do município entre 1861 e 2011                               |
|                                                                                   |
| Fonte: Istituto Nazionale di Statistica (ISTAT) - Elaboração gráfica da Wikipedia |

## Link
- Foto